# Roman Bäcker
Roman Bäcker (ur. 13 grudnia 1955 w Solcu Kujawskim) – polski politolog i historyk, profesor nauk humanistycznych, działacz opozycyjny w okresie PRL, publicysta.

## Życiorys

### Wykształcenie i działalność naukowa
W 1974 został absolwentem I Liceum Ogólnokształcącego im. Jana Kasprowicza w Inowrocławiu. W 1978 ukończył studia historyczne na Uniwersytecie Mikołaja Kopernika, pisząc pracę magisterską pod kierunkiem Janusza Małłka. W 1987 uzyskał w Instytucie Państwa i Prawa Polskiej Akademii Nauk stopień doktora nauk prawnych. Tematem rozprawy doktorskiej był Klasowy a ogólnospołeczny charakter państwa w ujęciu Karola Marksa i Fryderyka Engelsa, a jej promotorem Mariusz Gulczyński. W 2001 na Wydziale Nauk Społecznych Uniwersytetu im. Adama Mickiewicza uzyskał stopień doktora habilitowanego na podstawie rozprawy Międzywojenny eurazjatyzm. Od intelektualnej kontrakulturacji do totalitaryzmu. 23 lipca 2008 otrzymał tytuł profesora nauk humanistycznych.
Od ukończenia studiów związany zawodowo z macierzystą uczelnią. W latach 1978–1990 był pracownikiem naukowo-dydaktycznym w Zakładzie Nauk Politycznych UMK. Później pracował w Katedrze Socjologii, a od 1995 Instytucie Socjologii, a następnie w Katedrze Politologii. Pełnił później funkcję dyrektora Instytutu Politologii. Został kierownikiem Katedry Teorii Polityki na Wydziale Politologii i Studiów Międzynarodowych. 1 września 2009 objął stanowisko dziekana tego wydziału. Został wybrany także na kolejną kadencję na lata 2012–2016.
W pierwszej połowie lat 90. prowadził wykłady na sesjach plenarnych Polskiego Uniwersytetu Ludowego w Mińsku. Wykładał również w Wyższej Szkole Dziennikarskiej im. Melchiora Wańkowicza w Warszawie, w Wyższej Szkole Komunikowania, Politologii i Stosunków Międzynarodowych w Warszawie, na Wydziale Humanistycznym Wyższej Szkoły Humanistyczno-Ekonomicznej we Włocławku oraz na Wydziale Zamiejscowym  w Człuchowie Wyższej Szkoły Pedagogicznej TWP. Pod jego kierunkiem stopień naukowy doktora uzyskali m.in. Bartłomiej Michalak i Joanna Rak, Maria Wincławska, Wiesław Wacławczyk.
W latach 2007–2010 był wiceprezesem, a od 2010 do 2016 prezesem Polskiego Towarzystwa Nauk Politycznych. Został też członkiem Polskiego Towarzystwa Socjologicznego. Przez kilka kadencji był członkiem Komitetu Nauk Politycznych Polskiej Akademii Nauk.
W pracy naukowej zajął się m.in. teorią i socjologią polityki, totalitaryzmem, przekształceniami rosyjskiego systemu politycznego, rosyjską myślą polityczną, problematyką państwa w polskiej myśli socjalistycznej okresu międzywojennego i globalizacją. Jest twórcą koncepcji antynomicznych typów idealnych. Koncepcja ta umożliwia sytuowanie na continuum pomiędzy tymi antynomicznymi typami tych wszystkich bytów, procesów i zdarzeń, które spełniają w jakimś stopniu istotnościowe cechy jednego z tych typów idealnych. W im większym stopniu spełniane są dane cechy istotnościowe tym bliżej danego typu idealnego one się znajdują. Oznacza to też, że w im mniejszym stopniu spełniają cechy istotnościowe antynomicznego typu idealnego, tym dalej są od niego usytuowane. 

### Działalność społeczna i polityczna
W latach 1977–1981 był członkiem Polskiej Zjednoczonej Partii Robotniczej. Od 1980 był jednym z organizatorów i twórców programu Komisji Konsultacyjno-Porozumiewawczej Podstawowych Organizacji Partyjnych (tzw. struktur poziomych w PZPR). W latach 1980–1986 współpracował z pismem „Colloquia Communia”. W 1981 zakładał na UMK Klub Myśli Politycznej Nierzeczywistość. Po wprowadzeniu stanu wojennego podjął współpracę z podziemnymi strukturami NSZZ „Solidarność”. Działał w toruńskim Komitecie Obrony Więzionych za Przekonania. Brał udział w kolportowaniu wydawnictw podziemnych, wygłaszał prelekcje w ramach podziemnych wszechnic i w kościołach. W 1984 współtworzył w Toruniu Społeczne Stowarzyszenie Praw Człowieka. W latach 1986–1988 uczestniczył w pracach Klubu Myśli Politycznej „Dziekania”. Od 1987 wraz z Wojciechem Polakiem wydawał podziemne pismo publicystyczne „Chrześcijański Ruch Społeczny”. Był też redaktorem podziemnych pism toruńskich – „Gazety Gospodarczej” i „Przeglądu Pomorskiego”. W 1988 współtworzył Klub Społeczny Zrzeszenia Kaszubsko-Pomorskiego oraz Pomorskie Towarzystwo Gospodarcze. Wspierał odradzające się od początku 1988 struktury Niezależnego Zrzeszenia Studentów na UMK. Podczas wyborów do tzw. Sejmu kontraktowego w 1989 był przedstawicielem toruńskiego Komitetu Obywatelskiego w Wojewódzkiej Komisji Wyborczej.

## Ordery i odznaczenia
- Krzyż Kawalerski Orderu Odrodzenia Polski (2011)[8]
- Krzyż Wolności i Solidarności (2016)[9]
- Srebrny Krzyż Zasługi (2001)[10]
- Odznaka „Zasłużony Działacz Kultury” (2000)

## Wybrane publikacje
- Między demokracją a despotyzmem, Warszawa 1990, ISBN 83-01-09735-3.
- Struktury poziome w Toruniu (1980–1981), Warszawa 1990
- Zamknięty krąg rozwoju czy rozpad systemu? (Polska w latach osiemdziesiątych), Toruń 1991
- Totalitaryzm. Geneza. Istota. Upadek, Toruń 1992, ISBN 83-900799-0-9.
- Problematyka państwa w polskiej myśli socjalistycznej lat 1918–1948, Toruń 1994, ISBN 83-231-0518-9.
- Skryte oblicze systemu komunistycznego: u źródeł zła… (współautor), Warszawa 1997, ISBN 83-7181-033-4.
- Międzywojenny eurazjatyzm. Od intelektualnej kontrakulturacji do totalitaryzmu?, Łódź 1999, ISBN 83-912403-8-X.
- „Solidarność” dwadzieścia lat później (współautor), Kraków 2001, ISBN 83-86225-08-4.
- Teorie i casusy globalizacji (red.), Toruń 2006, ISBN 978-83-7441-489-0.
- Rosyjskie myślenie polityczne za czasów prezydenta Putina, Toruń 2007, ISBN 978-83-7441-805-8.
- Nietradycyjna teoria polityki, Toruń 2011, ISBN 978-83-231-2743-7.
- Neo-militant democracies in post-communist member states of the European Union (współredaktor z Joanną Rak), Nowy Jork-Londyn 2022, ISBN 978-1-032-15653-8.
- Totalitaryzm a terror, Warszawa 2022, ISBN 978-83-67253-37-6.
- (z: Wincławska, Maria; Rak, Joanna; Czechowska, Lucyna; Gadomska, Grażyna i inn.), Metodologia badań politologicznych. Warszawa 2016, ISBN 978-83-945535-0-0.